# Istočni gorila
Istočni gorila (Gorilla beringei) je kritično ugrožena vrsta gorila i najveći živući primat. Vrsta se dijeli na dvije podvrste, Grauerova gorila, ranije poznata kao istočni nizinski gorila (G. b. graueri) broji više jedinki, oko 3 800, dok planinski gorila (G. b. beringei) manje od 1000 jedinki (po stanju iz lipnja 2018.).

## Odlike i ponašanje
Istočni gorila je veliki hominid s velikom glavom, širokim grudima i dugim rukama. Ima plosnat nos i velike nozdrve, dok mu tijelo, osim lica, ruku, stopala i grudi, prekriva uglavnom crno krzno koje kod mužjaka ima srebrni pokrov. Kod starijih mužjaka srebrnasti pokrov na leđima postane bijel, poput sijedih dlaka kod starijih ljudi. Zbog toga se stariji mužjaci nazivaju "srebrnoleđi". Grauerov gorila ima kraće, gušće i tamnije krzno, dok brdski gorila ima modrije boje krzno. Brdski gorila je također u prosjeku nešto manji i lakši od Grauerova gorile, ali je opet veći i teži od zapadnih gorila. Mužjaci su mnogo veći od ženki koje u prosjeku teže od 90–100 kg, te imaju visinu od oko 1,5 m. Odrasli mužjaci istočnih gorila imaju oko 163 kg, a najviši mužjak je bio 1,94 m visok srebrnoleđi gorila u Ambamu (Kamerun), koji je težio 266 kg.
Brdski gorila obitava samo na vulkanskim obroncima Ruande, Ugande i istoka Demokratske Republike Kongo, dok istočni nizinski gorila obitava samo na istoku Demokratske Republike Kongo. Ova dvije podvrste su prije smatrane za dvije od tri podvrste jedne jedine vrste gorila. No, genetskim istraživanjem otkriveno je kako su ove dvije vrste genetski mnogo bliže jedna drugoj, nego što je zapadni gorila (G. gorilla gorilla), koji je smješten u zasebnu podvrstu
Istočni gorila su biljojedi koji se uglavnom hrane velikim listovima zbog nedostatka voćki u njihovim obitavalištima. Oni se kreću u manjim područjima od zapadnih gorila, u ovisnosti od rasprostiranja obilnog lišća. Iskjučivo se hrane danju i to uglavnom ujutro i u kasno popodne. Noću grade gnijezda preko vegetacije, obično na tlu.
Istočni gorila žive u stabilnim i čvrstim skupinama koje vode dominantni srebrnoleđi mužjak. Oni tvore veće zajednice od zapadnih gorila, i do 35 jedinki. Nemaju sezonu parenja i ženke mogu roditi tek svake 3 do 4 godine, zbog dugog razdoblja gestacije od 8,5 mjeseci i duže skrbi za novorođenče. Novorođenčad imaju sivkasto-ružičastu boju kože i pužu nakon 9 tjedana. Od majke se odvajaju tek s oko 3,5 godine. Mužjaci brane svoje ženke i potomstvo prijetećim stavom kojim ističu svoju veličinu, te jurišanjem i udaranjem u grudi.

## Rasprostranjenost i ugroženost
Brdski gorila obitava samo u kišnim i planinskim šumama na vulkanskim obroncima Ruande, istoku DRK-a i jugoistoku Ugande. Grauerov gorila se sporadično može naći u šumama i Albertinskom rasjedu istočne DRK.
Istočni gorila je postao posebno ugrožen od 1990-ih. Od 1996. do 2016. nestalo je oko 70% populacije i od te godine smatra se da ona iznosi manje od 6.000 jedinki. Razlozi za ovako drastičan pad populacije su pretjerani izlov i uništavanje njihovih životnih prostora zbog sječe šuma i razvoja poljoprivrednih područja. Iznimka su brdski gorila čija je populacija porasla na 880 jedinki 2016. godine. Razlog je njihova zaštita unutar nacionalnih parkova koji ovu životinju drže za značajnu turističku atrakciju, kao što su: Nacionalni park vulkana u Ruandi, Nacionalni park Virunga u DRK-u, te Nacionalni park Mgahinga Gorilla i Nacionalni park Bwindi u Ugandi.
Za razliku od zapadnih gorila, malo je istočnih gorila u zoološkim vrtovima. Antwerpenski zoo vrt je jedini izvan njihova prirodnog područja života koji drži istočne nizinske gorile. Malene skupine životinja, oduzetih od lovokradica, se čuvaju u DRK-u, u Rezervatu prirode Tayna i Nacionalnom parku Virunga.